# Кол д'Ерба III (Перуђа)
Кол д'Ерба III је насеље у Италији у округу Перуђа, региону Умбрија.
Према процени из 2011. у насељу је живело 25 становника. Насеље се налази на надморској висини од 289 м.